# El Portal (Californie)
Pour les articles homonymes, voir El Portal.
El Portal est une census-designated place américaine du comté de Mariposa, en Californie.

## Démographie
| Groupe                           | El Portal | Californie | États-Unis |
| -------------------------------- | --------- | ---------- | ---------- |
| Blancs                           | 91,6      | 57,6       | 72,4       |
| Métis                            | 4,2       | 4,9        | 2,9        |
| Amérindiens                      | 1,9       | 1,0        | 0,9        |
| Autres                           | 1,1       | 17,4       | 6,4        |
| Asiatiques                       | 1,1       | 13,1       | 4,8        |
| Afro-Américains                  | 0,2       | 6,2        | 12,6       |
| Total                            | 100       | 100        | 100        |
|                                  |           |            |            |
| Hispaniques et Latino-Américains | 5,9       | 37,6       | 16,7       |

| 2000 | 2010 | - | - | - | - |
| ---- | ---- | - | - | - | - |
| 518  | 474  | - | - | - | - |